# Mihai Dina
Mihai Dina (Craiova, 1985. szeptember 15. –) román labdarúgó, csatár.

## Pályafutása
Dina szülővárosában, Craiovában kezdett el futballozni; 2005 és 2011 között több mint százötvenszer lépett pályára a román élvonalban az Universitatea Craiova mezében.  2012-ben Budapest Honvéd csapatában nyolc magyar élvonalbeli mérkőzésen lépett pályára, a csapattal magyar bajnok lett. Dina ezután hazatért Romániába futballozni, valamint megfordult a ciprusi Árisz Lemeszú és AÉ Lemeszú csapatainál is.

## Sikerei, díjai
Győri ETO
- Magyar bajnok: 2012–13